# Het mopperende masker
Het mopperende masker is een kort stripverhaal uit de reeks van Suske en Wiske. Het is geschreven door Peter Van Gucht en getekend door Luc Morjaeu. Het is het eerste verhaal dat is gepubliceerd in Tros Kompas van 23 april 2005 tot en met 1 oktober 2005. Het verhaal werd samen met De blikken blutser uitgebracht in albumvorm op 15 februari 2006.

## Locaties
In dit verhaal komen de volgende locaties voor:
- restaurant de Bosduif en het Koninklijk Museum voor Midden-Afrika.

## Personages
In dit verhaal spelen de volgende personages mee:
- Suske, Wiske met Schanulleke, tante Sidonia, Lambik Jerom, professor Barabas, gasten restaurant, ober, man, ziekenbroeder.

## Uitvindingen
In dit verhaal spelen de volgende uitvindingen van professor Barabas een rol:
- Vitamitje.

## Het verhaal
De vrienden genieten van een maaltijd bij “de Bosduif”, maar Suske en Wiske verstoren de rust in het restaurant. Wiske vergeet Schanulleke, Suske struikelt en het popje komt in een bord soep terecht. Lambik, Jerom en professor Barabas nemen afscheid van tante Sidonia, die de ruziemakende kinderen naar hun kamer heeft gestuurd. Drie weken later hebben Suske en Wiske nog steeds ruzie en Lambik zegt dat de tijden veranderen, hij zal voortaan de held van het verhaal zijn en Jerom besluit dan dat hij Lambiks assistent zal worden. Tante Sidonia verlaat het huis, maar dan rijdt er een auto tegen een boom. Suske en Wiske dragen de gewonde bestuurder het huis in en ze vinden een kist in de kofferbak. De man is verdwenen als de ambulance verschijnt en Suske, Wiske en tante Sidonia zien een etiket op de kist, Eigendom van het Koninklijk Museum voor Midden-Afrika. Tante Sidonia weigert de kist open te maken en Suske en Wiske gaan ’s nachts stiekem naar beneden en openen de kist. Er verschijnt een Afrikaans masker en dit vliegt naar de kamer van tante Sidonia, Suske en Wiske zien dat tante Sidonia door het masker in een andere dimensie is gebracht.
Het masker vertelt dat hij van de god Mwengabu is en de rust van zijn meester door Suske en Wiske is verstoord, als wraak is tante Sidonia weggenomen. Alleen als Suske en Wiske bewijzen dat ze veel moed hebben zal tante Sidonia vrijgelaten worden. Suske en Wiske willen beide de hoofdrol en gaan apart op zoek naar Mwengabu, maar dit apparaat werkt niet meteen. Jerom ziet de kinderen ’s nachts voorbijkomen en achtervolgd hen samen met Lambik. De kinderen gaan het Museum voor Midden-Afrika binnen en vinden het beeld van Mwengabu wat vertelt dat ze een proef moeten ondergaan om hun tante te helpen. Dan komt er een man het museum binnen en hij vertelt dat hij opdracht heeft gegeven het masker te stelen, maar zijn handlanger reed tegen de boom en raakte het masker kwijt. De man dwingt de kinderen het masker van het beeld te halen, maar ze weigeren en willen hun moed tonen. Suske en Wiske hebben beide te weinig moed om tante Sidonia te bevrijden, maar als ze samenwerken lukt het wel en tante Sidonia verschijnt. Dan komt Lambik het museum ingevlogen en hij botst tegen het beeld, dat nep blijkt te zijn. Professor Barabas doet zijn vermomming af, hij blijkt de boef te zijn, en legt Suske en Wiske uit dat alles in scène is gezet. De verkleinde tante Sidonia was een 3d-animatie en het zwevende masker werd op afstand bediend. De hulpdiensten en het museum zaten ook in het complot om de kinderen weer vriendschap te laten sluiten.

## Uitgaven

### Achtergronden bij de uitgaven
- De publicatie in Tros Kompas begon met drie aankondigingen van 1 strook op 23 en 30 april 2005, waarna het verhaal volgde in 88 stroken van 7 mei tot en met 1 oktober 2005. Het is daarmee het eerste verhaal, dat in deze televisiegids wordt gepubliceerd.
- Het verhaal wordt samen met De blikken blutser uitgebracht als nummer 290 in de vierkleurenreeks op 15 februari 2006. Op de omslag staat een scène uit het andere verhaal.
- Het verhaal werd in 2005 toen Suske en Wiske 60 jaar bestonden ook gepubliceerd in het jubileumboek dat hierbij werd uitgegeven.